# Abbazia di Fürstenfeld
L'abbazia di Fürstenfeld (in tedesco: Kloster Fürstenfeld) è un ex monastero cistercense di Fürstenfeldbruck (precedentemente noto semplicemente come Bruck) in Baviera, in Germania. Si trova a circa 25 km a nord-ovest di Monaco.
L'abbazia era uno dei monasteri della famiglia Wittelsbach. La chiesa abbaziale dell'Assunzione della Vergine Maria è considerata un capolavoro del tardo barocco nel sud della Germania.

## Storia

### La fondazione
Nel 1256, Ludovico II, duca di Baviera (detto il Severo) uccise la sua prima moglie, Maria di Brabante (1226-1256) con l'accusa di adulterio (che in seguito si rivelò infondata), la penitenza per la quale, come imposto dal papa Alessandro IV, fu la fondazione di un monastero. La prima fondazione a Seldental, a Tal vicino ad Aibling, nel 1258, fu in seguito trasferita nell'attuale sito vicino alla città di Bruck nel 1263.

### L'età barocca
Il permesso papale per la nuova fondazione ad essere insediato dai monaci cistercensi dell'Abbazia di Aldersbach era stato ottenuto già nel 1256, ma non fu confermato dal vescovo di Frisinga fino al 1265, anno in cui la nuova abbazia fu finalmente stabilita. Ludovico II dotò e privilegiò la nuova abbazia molto bene e quando morì fu sepolto qui. Suo figlio, Ludovico IV, Sacro Romano Imperatore, fu anche un grande benefattore dell'abbazia, che lo sostenne nella sua lotta dinastica contro Federico il Bello. L'imperatore Ludovico IV morì per un ictus nelle vicinanze di Puch l'11 ottobre 1347 durante una caccia all'orso, e il suo cuore fu sepolto nell'abbazia. Entrambi i sovrani sono commemorati da elaborati monumenti barocchi. Nella guerra dei trent'anni, nel 1632/33 il monastero fu saccheggiato dalle truppe del re Gustavo Adolfo di Svezia, e i monaci fuggirono a Monaco. Dal 1640 tuttavia l'abbazia iniziò ad avere una ripresa economica. Sotto l'abate Martin Dallmayr furono costruite diverse chiese e il numero dei monaci raddoppiò. Nel 1691 fu posata la prima pietra degli edifici del monastero barocco, la cui costruzione fu affidata all'architetto e genio civile di Monaco, Giovanni Antonio Viscardi.

### Dopo la secolarizzazione
Nel 1803, a seguito della secolarizzazione generale in Baviera, l'abbazia di Fürstenfeld divenne una proprietà privata. Il nuovo proprietario era Ignaz Leitenberger, un produttore di tessuti boemo. Tuttavia, gli abitanti della città di Bruck salvarono la chiesa dalla demolizione. Nel 1816 divenne proprietà del re Massimiliano I Giuseppe di Baviera e da quel momento in avanti fu una chiesa della famiglia reale.
Nel 1817 il generale Carl Philipp von Wrede acquistò l'intero monastero, nel quale un anno dopo fu aperto un ospedale e una casa per i soldati invalidi. Nel 1828 fu aperta una sala di preghiera per protestanti nella vecchia sala capitolare. Tra il 1848 e il 1921 gli edifici del monastero furono utilizzati per scopi militari diversi: per esempio, come base per un certo numero di unità di fanteria e cavalleria e come ospedale militare. Nel 1866 parte dei locali, in quel momento in uso come ospedale, a sud della chiesa furono distrutti da un incendio.
Dopo il 1918, la precedente gamma di servizi divenne proprietà del Wenselsbach Compensation Fund, che lo affittò nel 1923 all'abbazia di Ettal. Dal 1921 i restanti edifici monastici furono usati come alloggio per gli scolari. Dal 1924 al 1975 sono state ospitate diverse istituzioni legate alla polizia, come la principale scuola di addestramento della polizia e le scuole di formazione della Schutzpolizei e della Landpolizei, e dal 1975 il dipartimento speciale di studi sulla polizia del Collegio tecnico del servizio civile bavarese. Nel 1979 la città di Fürstenfeldbruck acquistò gli edifici di servizio, che furono convertiti tra il 1987 e il 2001 in un nuovo centro culturale per i cittadini del distretto di Fürstenfeldbruck.

## Chiesa abbaziale
La supervisione della costruzione, che non iniziò correttamente fino a dopo la Guerra di successione spagnola, fu affidata a Johann Georg Ettenhofer, che probabilmente introdusse alcune modifiche ai piani di Viscardi. Nel 1723 fu completato il progetto, e nel 1741 la chiesa fu consacrata, ma le opere rimanenti rimasero fino al 1780 circa. Alcuni artisti di prima classe furono impiegati nell'allestimento, tra cui i fratelli Jacopo e Francesco Appiani e i fratelli Asam: Cosma Damian Asam dipinse gli affreschi del soffitto, e Egid Quirin Asam creò gli altari laterali e probabilmente anche il disegno dell'altare maggiore. Nel layout la chiesa abbaziale di Fürstenfeld segue il modello tipico delle chiese della Germania meridionale e austriaca come la chiesa di San Michele a Monaco, la cattedrale di Klagenfurt e la chiesa dell'Accademia dell'Assunzione a Dillingen an der Donau. L'interno è imponente in altezza e larghezza, e nonostante la lunga costruzione e il periodo di allestimento rende un'impressione molto unificata.

## Galleria d'immagini

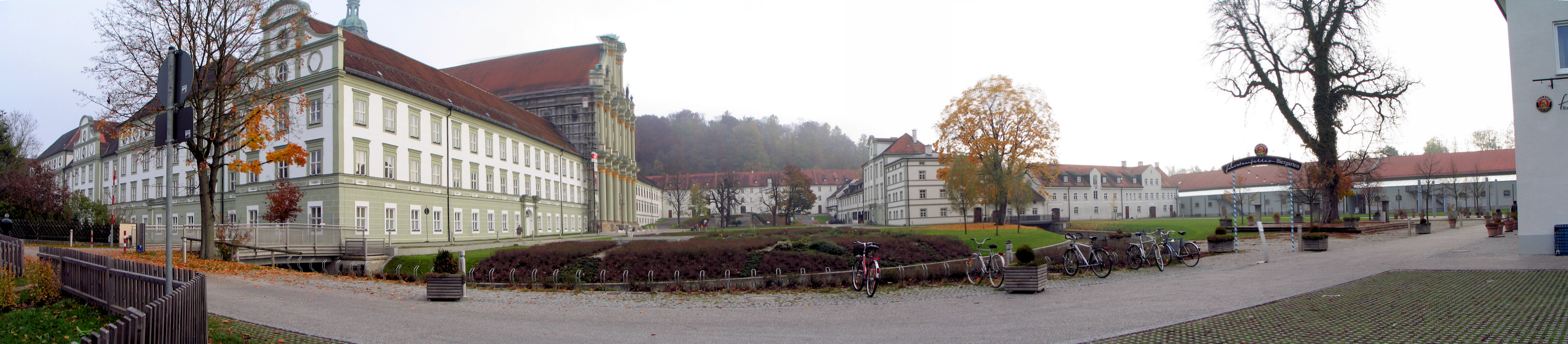
Panorama dall'interno
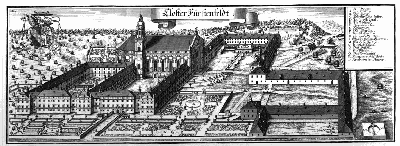
Prospetto dell'abbazia nel 1700
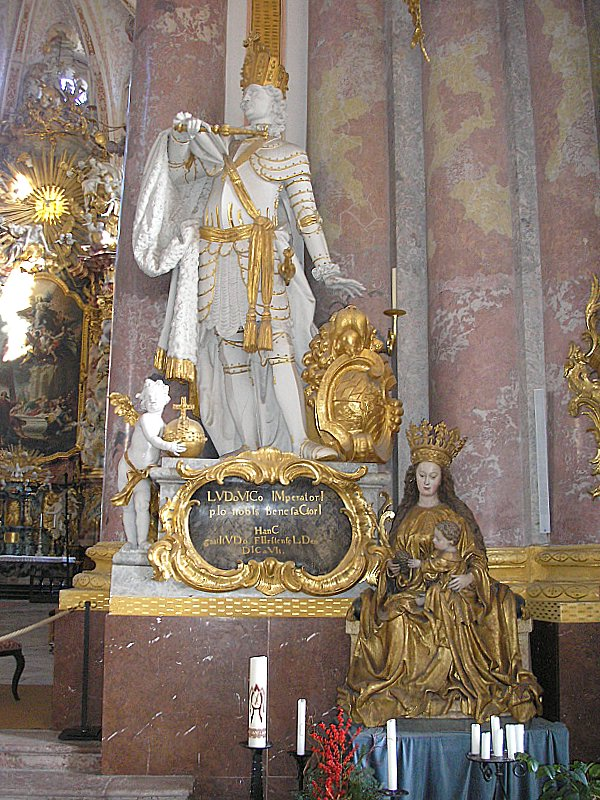
Statua di Ludovico il Bavaro
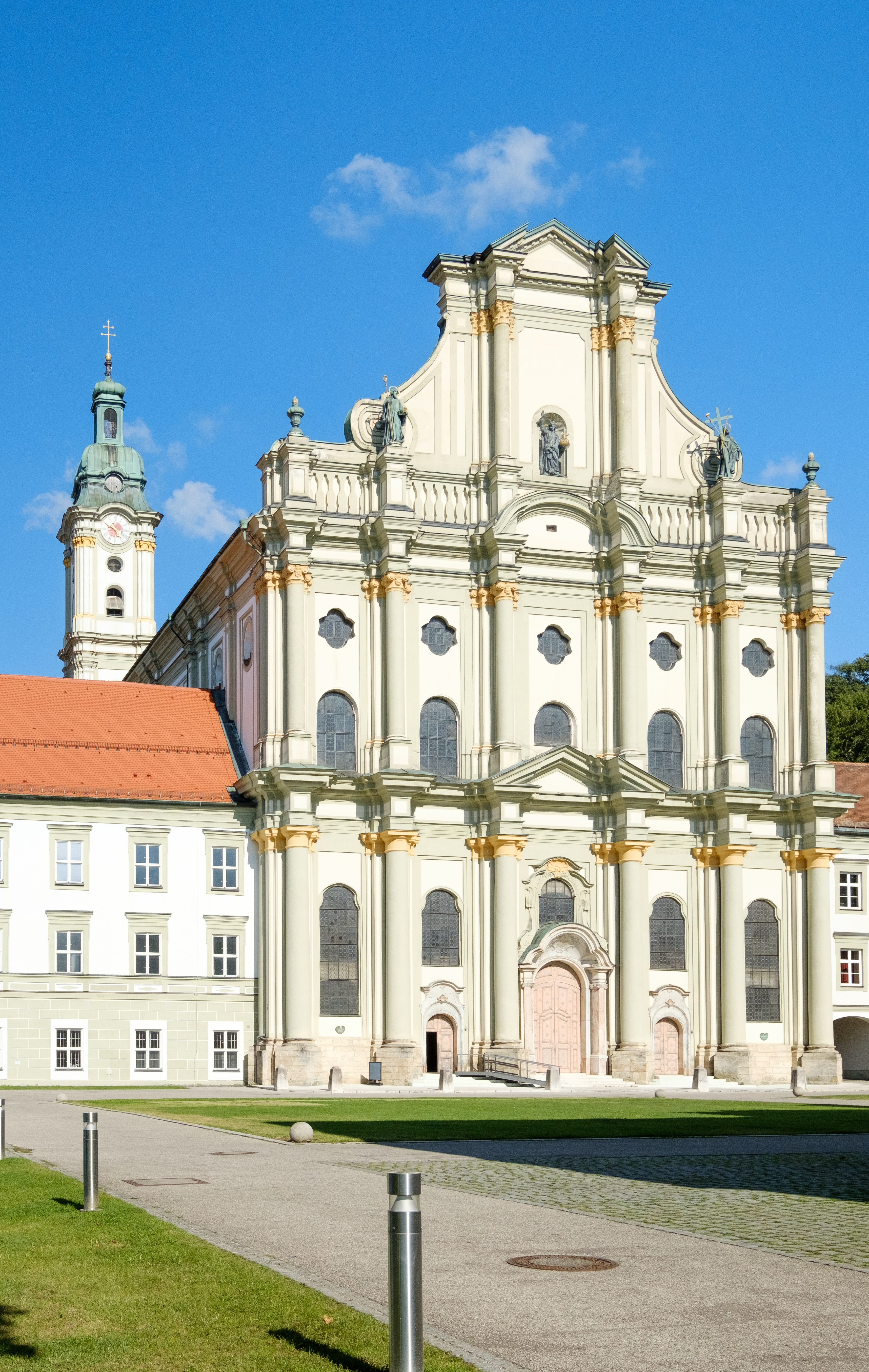
Facciata della chiesa abbaziale di Santa Maria, innevata
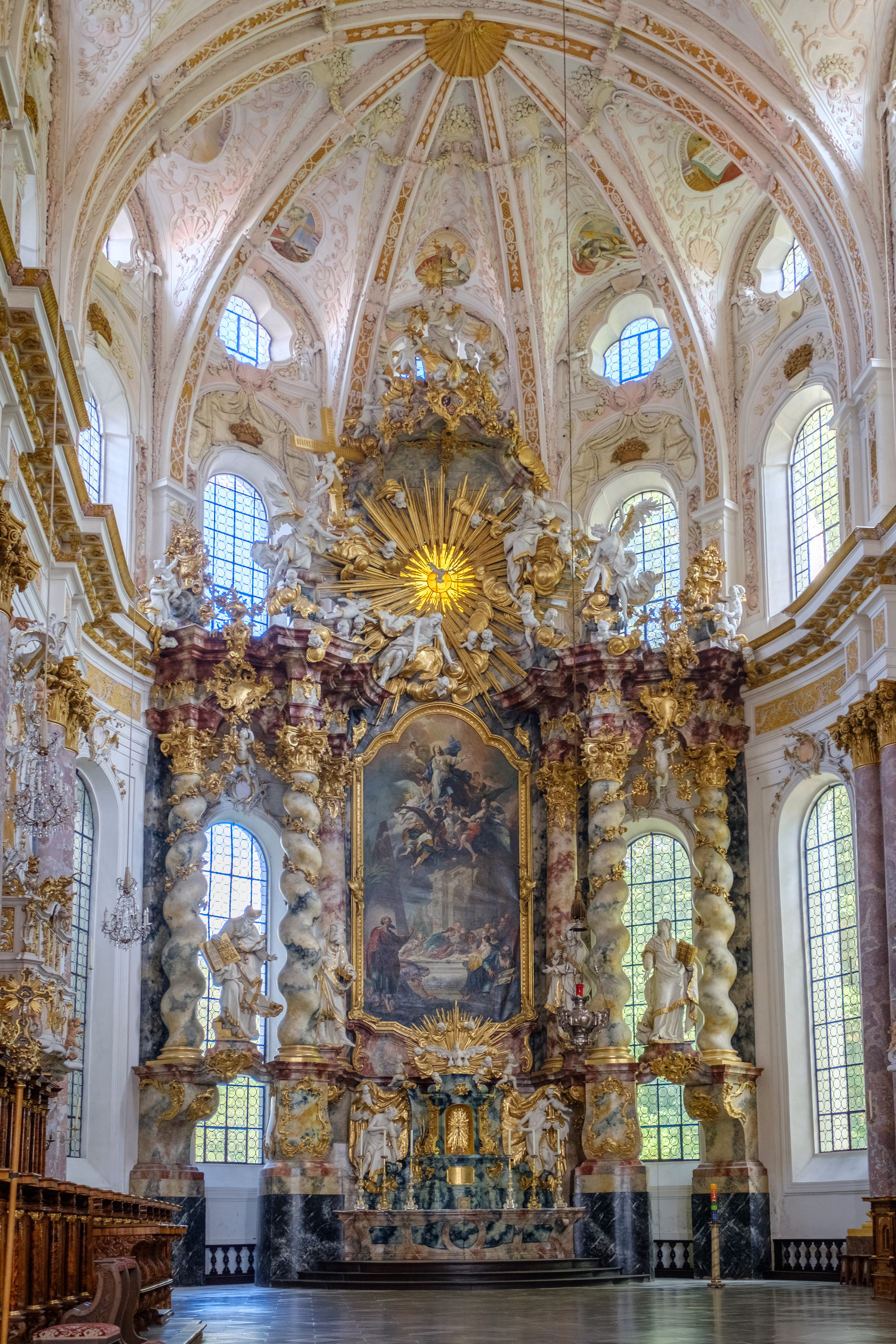
Altare maggiore

## Cronotassi degli abati
- 1261–1270 Anselm
- 1270–1274 Albert
- 1274–1278 Eberhard
- 1278–1284 Hermann
- 1284–1314 Volkmar
- 1314–1324 Heinrich
- 1324–1344 Werner
- 1344–1362 Johann I. Vischhauser
- 1362–1387 Conrad
- 1387–1403 Otto
- 1403–1413 Johann II. Mindl
- 1413–1432 Johann III. Fuchs
- 1432–1451 Andreas, erhielt 1441 die Pontifikalien
- 1451–1454 Paul Herzmann
- 1454–1457 Michael I. Pistorius
- 1457–1467 Ulrich
- 1467–1480 Jodok
- 1480–1496 Leonhard I Eggenhofer (Eggendorfer), deceduto 22 settembre 1496
- 1496–1502 Michael II, dimesso 1502, deceduto 11 maggio 1503
- 1502–1505 Peter (Petrus), dimesso1505, deceduto 2 dicembre 1511
- 1505–1513 Johannes IV. Scharb, deceduto 27 agosto 1513
- 1513–1522 Kaspar (Casparus) Harder, deceduto 26 marzo 1522
- 1522–1531 Georg I Menhard, deceduto 30 Dezember 1538
- 1539–1547 Johannes V. Albrecht Pistor, zunächst 1531–1538 amministratore, dal 1539 abate, dimesso prima del 1552, deceduto 14 febbraio 1554
  - 1547–1552 Michael Kain als amministratore, deceduto 1563.
  - 1552–1555 Stephan Dorfpeck, dall'11 maggio 1552 amministratore generale, deceduto 10 luglio 1561 ad Abensberg
- 1556–1565 Abate Leonhard II. (Lienhard) Paumann (Baumann)[1]
- 1566–1595 abate Leonhard III. Treuttwein, deceduto 7 luglio 1595
- 1595–1610 abate Johann(es) IV. Puel, deceduto 26 maggio 1610
- 1610–1623 abate Sebastian Thoma, deceduto 3 novembre 1623
- 1624–1632 abate Leonhard(us) IV. Lechner, deceduto 24 luglio 1632.
- 1633–1640 abate Georg(ius) II. Echter (Aechter), dimesso 4 febbraio 1640, deceduto 13 settembre 1641
- 1640–1690 abate Martin Dallmayr (Dallmayer), deceduto 22 aprile 1690
- 1690–1705 abate Balduin Helm, dimesso 29 maggio 1705, deceduto 8 maggio 1720
- 1705–1714 abate Casimir Kramer, deceduto 18 giugno 1714
- 1714–1734 abate Liebhard(us) Kellerer, deceduto 4 settembre 1734
- 1734–1744 abate Konstantin Haut, deceduto 26 dicembre 1744
- 1745–1761 abate Alexander Pellhammer, deceduto 25 ottobre 1761
- 1761–1779 Martin(us) II. Hazi, deceduto 11/12 maggio 1779
- 1779–1796 abate Tezelin (Tecelin) Kazmayr (Katzmair),dimesso 16 luglio 1796, deceduto 28 novembre 1798
- 1796–1803 abate Gerhard Führer, ultimo principe abate fino al 18 marzo 1803, deceduto 4 aprile 1820